# Dębówko (Bartoszyce)
Dębówko (deutsch Eichenbruch) ist ein Ort in der polnischen Woiwodschaft Ermland-Masuren. Er gehört zur Gmina Bartoszyce (Landgemeinde Bartenstein) im Powiat Bartoszycki (Kreis Bartenstein (Ostpr)).

## Geographische Lage
Dębówko liegt in der nördlichen Mitte der Woiwodschaft Ermland-Masuren, 26 Kilometer südwestlich der ehemaligen und heute auf russischem Hoheitsgebiet gelegenen Kreisstadt Friedland (russisch Prawdinsk) bzw. drei Kilometer südöstlich des Stadtzentrums von Bartoszyce (deutsch Bartenstein).

## Geschichte
Der ursprünglich Abbau Ahnhut und erst ab 21. November 1881 Eichenbruch genannte Ort bestand anfänglich aus einem großen Hof sowie einer Ziegelei, die sich 250 Meter westlich des Hofs befand. Bis 1945 war Eichenbruch in die Stadtgemeinde Bartenstein (Bartenstein) in Ostpreußen eingegliedert. Im Jahre 1905 zählte der kleine Ort 35 Einwohner.
Als 1945 in Kriegsfolge das gesamte südliche Ostpreußen an Polen fiel, erhielt Eichenbruch die polnische Namensform „Dębówko“ und wurde aus der Stadt Bartoszyce aus- und in die Landgemeinde Gmina Bartoszyce (Bartenstein) eingegliedert – nun vereint mit dem Nachbarort Karolewka (Karlshof).

## Religion
Christentum
Bis 1945 war Eichenbruch in die evangelische Stadtkirche Bartenstein in der Kirchenprovinz Ostpreußen der Kirche der Altpreußischen Union, außerdem in die römisch-katholische St.-Bruno-Kirche der Kreisstadt im damaligen Bistum Ermland eingepfarrt.
Heute besteht weiterhin der kirchliche Bezug von Dębówko zur Stadt Bartoszyce: zur dortigen römisch-katholischen Pfarrei, jetzt dem Erzbistum Ermland zugehörig, und zur evangelischen Kirchengemeinde, jetzt eine Filialgemeinde der Johanneskirche in Kętrzyn (Rastenburg) innerhalb der Diözese Masuren der Evangelisch-Augsburgischen Kirche in Polen.

## Verkehr
Dębówko liegt an der verkehrsreichen polnischen Woiwodschaftsstraße 592 (einstige Trasse der deutschen Reichsstraße 135), die von Bartoszyce (Bartenstein) über Kętrzyn (Rastenburg) bis nach Giżycko (Lötzen) verläuft. Eine Bahnanbindung über den Bahnhof in Bartoszyce besteht nicht mehr, seit die noch von der Polnischen Staatsbahn betriebene Bahnstrecke Głomno–Białystok im Streckenabschnitt bis Korsze (Korschen) nicht mehr befahren wird.